# Interstate 30
Interstate 30 eller I-30 är en väg, Interstate Highway, i USA som är 590 km lång. Den börjar i Fort Worth och går till Little Rock

## Delstater vägen går igenom
- Texas
- Arkansas